# 琼花
琼花（学名：Viburnum macrocephalum f. keteleeri），又名聚八仙、八仙花，属于五福花科莢蒾屬木本植物绣球荚蒾（V. macrocephalum）的变型，半常绿灌木，於每年的4至5月开花，花色洁白，大如玉盘。每朵琼花的构造是由周边八朵五瓣大花环绕中间白珍珠般的小花，簇拥蝴蝶似的花蕊。琼花是江苏扬州的市花。

## 古琼花
古琼花被誉为中国的千古名花，极富盛名。古琼花偏爱扬州，扬州琼花天下无双，有「唯扬一株花，四海无同类」之说。
古琼花起源地是扬州城的琼花观，至今保留。相传隋炀帝下令开凿大运河，是因想到扬州观赏琼花；但建成後，炀帝乘龙舟来到扬州时，狂风突袭，琼花观中琼花全部坠落，故炀帝无缘观花。隋炀帝与琼花相关故事未见于正史，仅出现在历代传说和小说隋唐演义，有当代园艺学者认为并非真实。
据北宋周密《齐东野语》记载，北宋仁宗从扬州将琼花移栽至汴京御花园，次年枯萎，送还扬州后复活。南宋孝宗又把琼花移栽到杭州皇官禁苑，仍是逾年而枯，栽回扬州不久，枯木复苏。
古琼花在700多年前，南宋亡国时，扬州琼花也隨之“香消玉损”，不复存在。之后，有道士在揚州琼花观的琼花台上栽种了与琼花相似的聚八仙，作为古琼花的替代品，聚八仙从此被叫作了琼花。

## 宋朝名士咏颂琼花
古琼花丰姿淡雅、风韵独特，有无数浪漫传说与之相关。古代的文人雅士留下了许多咏颂古琼花的诗文。宋朝王禹偁、韩琦、欧阳修、刘敞、秦观、王令、张问有歌咏琼花的詩作面世。
王禹偁诗云：“谁移琪树下仙乡，二月轻冰八月霜”。韩琦诗云：“维扬一株花，四海无同类”。刘敞诗云：“东风万木竞纷华，天下无双独此花”。张问在《琼花赋》说：“俪靓容于茉莉，笑玫瑰于尘凡，惟水仙可并其幽闲，而江梅似同其清淑”。

## 现代琼花
在宋代，琼花和八仙花这两种名花同时存在，比如南宋陈景沂的园艺著作《全芳备祖》收录了琼花，也收录八仙花。。自元代开始，古琼花在世间消失，聚八仙花被叫做了琼花。 为示与古琼花的分别，下文称作现代琼花。 
琼花喜欢阳光，略耐阴，喜温暖湿润气候，比较耐寒，适宜在肥沃、湿润、排水良好的土壤中生长。 现代琼花最适合于在江苏、浙江及四川等温湿地区生长，但南至广东广西、北至华北平原，均有不同程度自然分布。
琼花一般在每年的4月初开花，花期半个月左右。以叶茂花繁、洁白无瑕名扬天下，特别是成为扬州百姓的最爱。1985年琼花被选为市花，扬州市已经举行过多届“中国扬州琼花艺术节”。2011年，扬州市万花会上，琼花是主要推广两种名花之一。
琼花原先被誉为「稀世的奇花异卉」和「中国独特的仙花」。现在人工培育的琼花已在国外安家，欧洲及美洲目前均有琼花。琼花果实为单果类中的核果，内果皮极坚硬，包于种子之外，种子采收期一般在10月以后，以种子外果皮发黑为成熟标志。
琼花一般是种子繁殖，琼花种子有坚硬的果皮，播种后隔年才萌芽。通常是11月采种，翌春播种，6月可望发芽出土，留床2年可换床分栽，4～5年可供移栽用于庭园美化，一般长到6－8岁后才开花结果。琼花的繁殖方式还有嫁接、压条，开花时间会比种子繁殖快3－4年。
琼花是长寿植物，扬州目前最古老的琼花在扬州市大明寺平远楼前，树根年龄已300岁，据称是唯一一棵收编进古树名木的琼花。

## 古今琼花之异同
现代琼花（即聚八仙）的外围是八朵五瓣不孕花；而古籍记载古琼花外围有九朵五瓣花，有当代专家认为周边花数量不同是现代琼花与古代琼花的主要区别。 而南宋郑兴裔已在《琼花辨》中指出了古琼花与聚八仙的三种不同之处：古琼花花色淡黄，叶子较平滑，不结籽而有花香；聚八仙花色微青，叶缘有锯齿，无香味；以香气的有无作为最主要的区别。
有园艺学者认为古琼花是聚八仙的优良突变种，因繁殖不易而绝种。

## 琼花观
琼花观旧称“蕃厘观”，建于西汉成帝元延二年，位于扬州市区文昌中路（原琼花路）的北侧，是扬州市著名旅游景点之一。北宋欧阳修担任扬州太守时，在「琼花观」的建筑「无双亭」供养琼花，以示琼花天下无双。在琼花观内琼花盛开时节，据景点介绍称：“朵之奇葩，若蝴蝶戏珠，似八仙起舞”。

## 一则有关琼花来源神话
扬州瘦西湖本湖水清澈，但出现癞蛤蟆精麻胡子吃小孩，弄脏湖水，瘦西湖小水神五泉在抗争中被毒瞎双眼。五泉在小鸟帮助下找到银河边的琼花仙子，得以重见光明。 琼花仙子不忍扬州大地生灵涂炭，下凡用银河水洗净污浊。麻胡子打不过琼花仙子，去请来了金蟾大王及其魔杖，要把扬州变成没有生命的死城。危急时刻，琼花仙子化作满天花雨，舍身与妖魔们玉石俱焚。从此扬州城盛开了美丽圣洁的琼花。